# Javier de Haedo
Raúl Javier de Haedo Más de Ayala (Montevideo, 28 de diciembre de 1961) es un economista, funcionario, docente y político uruguayo perteneciente al Partido de la Gente.

## Biografía
Nació en Montevideo el 28 de diciembre de 1961, hijo de Acacia Más de Ayala y Raúl de Haedo Terra. Cursó sus estudios primarios y secundarios en el Colegio Stella Maris de la congregación de los Hermanos cristianos de Irlanda y sus estudios preuniversitarios en el Colegio del Sagrado Corazón —exseminario—. Estudió economía en la Facultad de Ciencias Económicas y de Administración de la Universidad de la República, graduándose en 1986.
Uno de sus primeros trabajos fue como coordinador de Indicadores Económicos del semanario Búsqueda, del cual luego fue editorialista. Luego de su pasaje por la actividad pública, también fue columnista de Radio Sarandí y Radio El Espectador, de las revistas Tres y Cien% y de los diarios El Observador y El País.
Fue asesor del directorio del Banco Comercial hasta su intervención por el Estado en 2002 y director de la Administradora de fondos de ahorro previsional Afinidad AFAP. Fue productor agropecuario entre 1996 y 2006. Fue miembro del Directorio de Endeavor Uruguay. Fue consultor del BID y del Banco Mundial en Uruguay y Paraguay. Es académico de número en la Academia Nacional de Economía. Es consultor y conferencista en políticas públicas y asesor económico y financiero de empresas, actuando en forma independiente. Fue asesor de República AFAP hasta 2021.
Ha ejercido la docencia en la Universidad Católica del Uruguay y, actualmente, en la Universidad ORT Uruguay. Es también docente del Centro de Altos Estudios Nacionales (CALEN), sucesor del Instituto Militar de Estudios Superiores (IMES), desde 1990.
Está casado y tiene seis hijos.

## Carrera política
A partir de 1990 comenzó a desempeñarse en varios cargos durante la presidencia de Luis Alberto Lacalle: primero fue asesor y luego subsecretario del Ministerio de Economía y Finanzas, luego fue miembro del directorio del Banco Central del Uruguay apenas una semana y, más adelante, fue director de la Oficina de Planeamiento y Presupuesto, desde el 18 de octubre de 1993 hasta el final del mandato de Lacalle.
Integró la Comisión Honoraria Asesora de Zonas Francas en 1994. Fue asesor del ministro Alejandro Atchugarry.
A inicios de 2009 declaró su respaldo a la precandidatura presidencial de Jorge Larrañaga de cara a las elecciones internas de 2009. A partir de dicho respaldo pasó a integrar el Consejo de Administración de la Fundación para la Democracia Wilson Ferreira Aldunate. El lunes 11 de enero de 2010 aceptó el ofrecimiento de Jorge Larrañaga y fue candidato a la Intendencia de Montevideo en las elecciones de mayo de 2010.
Hacia 2018 abandona las filas del Partido Nacional para unirse al Partido de la Gente, en donde se desempeñó como asesor de su líder, Edgardo Novick hasta el 31 de octubre de 2019, cuando terminó su contrato.